# Hackers 2
Hackers 2 är ett soundtrack till filmen Hackers. Albumet gavs ut 21 oktober 1997 som det andra av tre soundtrack som släpptes till filmen.

## Låtlista
1. Little Wonder - David Bowie, Gabrels, Plati
2. Firestarter - The Prodigy
3. Toxygene - ORB
4. Fire - Scooter
5. Narcotic influence 2 - Empirion
6. Remember - BT
7. Go - Moby
8. Inspection - Leftfield
9. Cherry pie - Underworld
10. To be loved - Luce Drayton
11. Speed freak - Orbital
12. Get ready to bounce - Brooklyn bounce
13. Offshore - Chicane
14. Original - Leftfield